# 顎口虫症
顎口虫症（がくこうちゅうしょう、英:Gnathostomiasis）はヒトが顎口虫の幼虫が寄生したライギョ・ソウギョなどの中間宿主を生食することにより感染する疾病。顎口虫は本来終宿主であるイヌやネコ、ブタなどの哺乳動物の胃壁などで成虫となるが、人の体内においては成虫になることができず、幼虫のまま皮下を移動し続け移動性の浮腫などの症状を引き起こす。まれに腸管出血、腸閉塞、血管中を移動し心筋梗塞などが報告される。

## 顎口虫の生活史

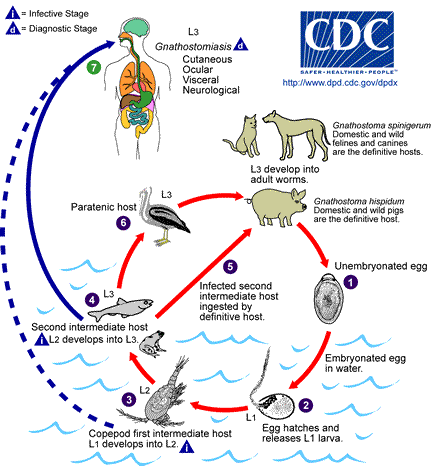
顎口虫の生活史

顎口虫の卵は水中で孵化し、第一中間宿主のケンミジンコに取り込まれる。これを捕食した第二中間宿主である淡水魚（カムルチー（ライギョ）、ドジョウ、フナ、ナマズ、ブラックバス、ソウギョなど）や両生類、爬虫類の体内で成長する。これらを終宿主である哺乳動物が捕食するとその体内で成虫となり産卵する。

## 症状
人の体内に入った顎口虫の幼虫は、胃壁や腸壁を破り体内に移行する。皮下組織内を移動した場合、爬行疹（寄生虫の這い回った痕跡）が外部から認められる。幼虫は長期間にわたり生存し続け、臓器、脊椎、脳、眼球に侵入することもある。脳や眼球に到達した場合、脳障害や失明といった重大な症状を引き起こすことがある。

## 顎口虫の種類
顎口虫属 Gnathostoma
- 日本顎口虫 Gnathostoma nipponicum
一般にイヌ、ネコ、ブタ、イタチの胃壁や食道壁に寄生。ウグイなどのコイ科魚類、ナマズ、ドジョウ、カムルチー（ライギョ）、ブラックバス、ヘビの生食により発症した例がある[1]。

- 有棘顎口虫 Gnathostoma spinigerum
イヌ、ネコ等の胃壁に寄生。戦後淡水魚（ソウギョ、カムルチー[2]等）の生食により国内でこの種による症状が流行した。中国料理では魚の生食はあまり行われないが広東省や福建省の一部地域ではソウギョなどを生食したり、切り身を熱い粥に入れてやや加熱して食べたりする習慣があるので中国や台湾等においても注意が必要である。

- 剛棘顎口虫 Gnathostoma hispidum
東南アジア産のブタの胃壁に寄生。豚肉の生食やドジョウの踊り食いで発症した例が多い。

- ドロレス顎口虫 Gnathostoma doloresi
ブタ、イノシシの胃壁に寄生。ヘビの生食による発症の例がある。
  - マムシの生食による症例：1992年56歳の男性が、マムシ生食5日後原因不明の下腹部の腹痛と嘔吐症状により入院、検査で腹腔内出血を認め結腸と小腸を外科手術により切除、切除部位からは寄生虫を発見できなかったが、手術の数日後に前胸部と下腹部に寄生虫爬行疹を認め、爬行疹先端部の水疱から生きたままのドロレス顎口虫の幼虫を摘出した[3]。

## 治療と予防
外科的摘出を受ける以外に、メベンダゾールやアルベンダゾールなどを内服する治療があるが、摘出ほど確実ではない。予防方法は淡水魚、爬虫類、豚肉の生食を避ける事、調理器具の洗浄を行う事である。日本人は刺身を好む事から、もともとは生食をしていなかった地域でも刺身にして出す事が度々あり、これが感染の原因になる例も知られる。

## 冷凍・冷蔵
顎口虫は、-20℃では5日程度、家庭用冷凍庫（-4℃以下）では12日程度、4℃では1ヶ月程度生存する。